# Szalupa

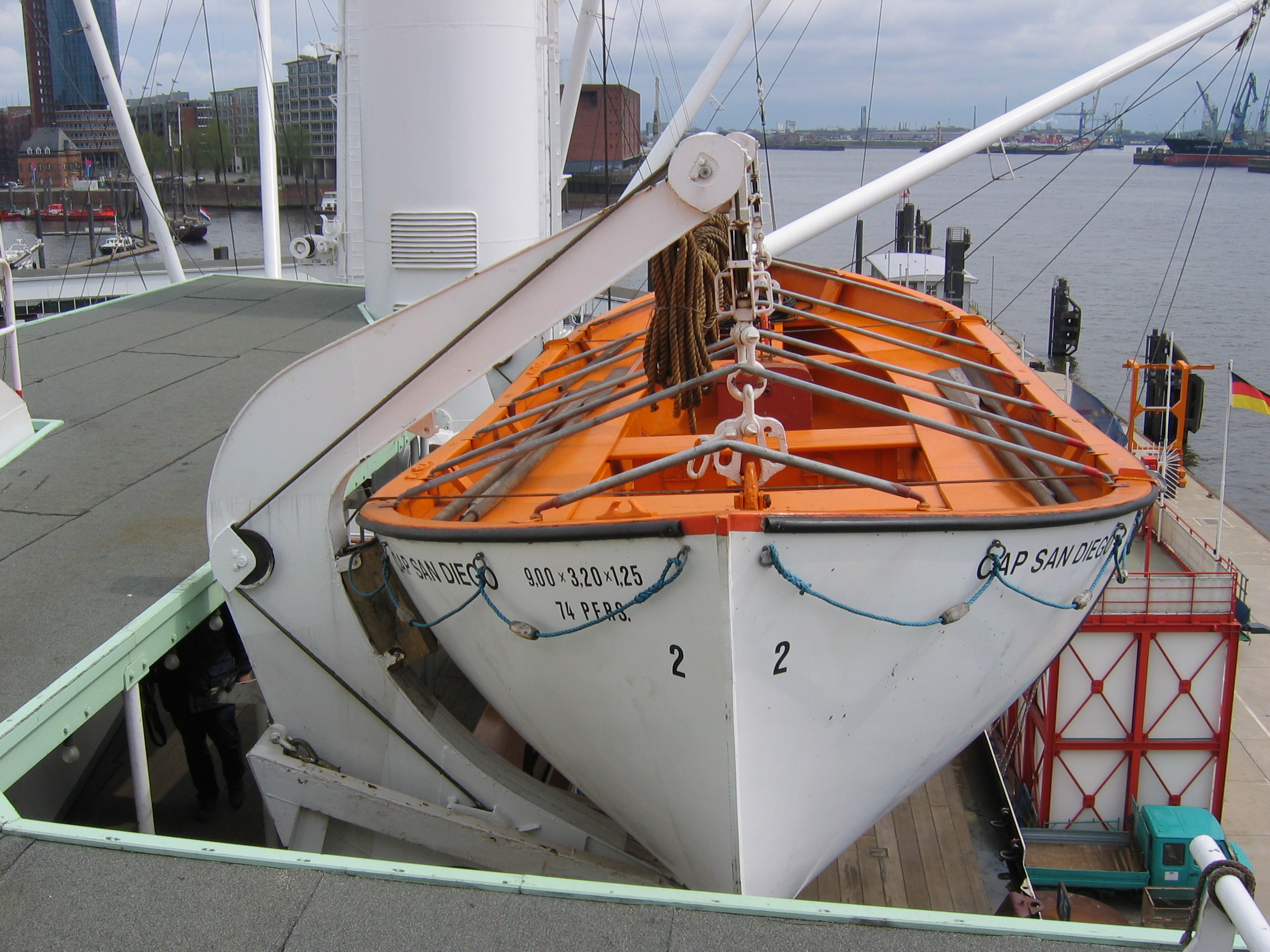

Szalupa – łódź, najczęściej otwarta, wożona na pokładzie statku. Może mieć napęd wiosłowy lub motorowy. Szalup używa się jako łodzi ratunkowych lub łodzi roboczych.